# Pro Patria et Libertate Sezione Calcio 1987-1988
Questa pagina raccoglie le informazioni riguardanti la Pro Patria et Libertate nelle competizioni ufficiali della stagione 1987-1988.

## Stagione
Nella stagione 1987-88 la Pro Patria ha disputato il girone B del campionato di Serie C2, con soli 18 punti in classifica non ha evitato l'ultimo posto ed è retrocessa nel campionato Interregionale accompagnata da Suzzara e Sassuolo, vi rimarrà tra i dilettanti per nove stagioni. Il torneo è stato vinto con 48 punti dal Mantova davanti al Venezia-Mestre con 47 punti, entrambe promosse in Serie C1. Una stagione da dimenticare per i tigrotti sia sul campo che fuori, partita discretamente in campionato e conclusa nel modo peggiore, il fatto più grave è certo stata la morte tragica a novembre del difensore Andrea Ceccotti che ha avuto un malore nell'incontro disputato al Tenni di Treviso, ed è mancato dopo alcuni giorni. Anche nel girone B di qualificazione della Coppa Italia di Serie C la squadra bustocca arriva quarta ed ultima, dietro al Legnano promosso ai sedicesimi di finale, al Varese ed alla Pro Sesto.

## Rosa
| N. |                   | Ruolo | Calciatore          |
| -- | ----------------- | ----- | ------------------- |
|    | Italia (bandiera) | C     | Alessandro Bollini  |
|    | Italia (bandiera) | P     | Luca Bucci          |
|    | Italia (bandiera) | C     | Giovanni Canestrale |
|    | Italia (bandiera) | D     | Andrea Cecotti      |
|    | Italia (bandiera) | C     | Giacomo Diana       |
|    | Italia (bandiera) | C     | Giorgio Diana       |
|    | Italia (bandiera) | D     | Lorenzo Fazio       |
|    | Italia (bandiera) | C     | Lorenzo Federico    |
|    | Italia (bandiera) | C     | Marco Giandebiaggi  |
|    | Italia (bandiera) | A     | Luigi Gozzoli       |
|    | Italia (bandiera) | P     | Enrico Lattuada     |
|    | Italia (bandiera) | D     | Francesco Luoni     |
|    | Italia (bandiera) | A     | Umberto Marino      |

| N. |                        | Ruolo | Calciatore           |
| -- | ---------------------- | ----- | -------------------- |
|    | Italia (bandiera)      | P     | Giancarlo Mariotti   |
|    | Italia (bandiera)      | P     | Andrea Mazzantini    |
|    | Italia (bandiera)      | D     | Dino Morassuto       |
|    | Italia (bandiera)      | C     | Davide Onorini       |
|    | Italia (bandiera)      | D     | Maurizio Paleari     |
|    | Italia (bandiera)      | A     | Emilio Pessina       |
|    | Italia (bandiera)      | D     | Vittorio Pocorobba   |
|    | Italia (bandiera)      | C     | Ernesto Scala        |
|    | Paesi Bassi (bandiera) | A     | Riky Testa La Muta   |
|    | Italia (bandiera)      | D     | Fabio Tibaldo        |
|    | Italia (bandiera)      | D     | Massimiliano Tumiati |
|    | Italia (bandiera)      | D     | Giorgio Zaninetti    |

## Risultati

### Campionato

#### Girone di andata
| Arbitro: | Cirotti (Roma) |

|             |           |                             |
| Onorini 24’ | Marcatori | 47’ Marchetti 91’ Pevarello |

| Arbitro: | Del Giudice (Napoli) |

|                            |           |                        |
| Putelli 15’ Cavalletti 73’ | Marcatori | 23’ Marino 92’ Pessina |

| Arbitro: | Morello (Ragusa) |

|                                    |           |                |
| Giandebiaggi 3’ Onorini 82’ (rig.) | Marcatori | 1’, 37’ Codice |

| Legnano 11 ottobre 1987 4ª giornata | Legnano           | 0 – 0 | Pro Patria | Stadio Giovanni Mari\| Arbitro: \| Gazzetta (Mestre) \| |
| Arbitro:                            | Gazzetta (Mestre) |       |            |                                                         |

| Arbitro: | Griffo (Palermo) |

|                       |           |                |
| Giandebiaggi 46’, 77’ | Marcatori | 81’ Samaritani |

| Arbitro: | Puglisi (Messina) |

|                                 |           |  |
| Amadei 22’ Mazzeo 36’ Tacca 48’ | Marcatori |  |

| Arbitro: | Stefanelli (Bologna) |

|                  |           |          |
| Giandebiaggi 53’ | Marcatori | 80’ Corò |

| Arbitro: | Gagliano (Salerno) |

|                                          |           |                        |
| Cardillo 10’ Schincaglia 28’ Buffone 76’ | Marcatori | Marino 73’ Onorini 86’ |

| Arbitro: | Mughetti (Cesena) |

|                            |           |            |
| Pessina 5’ Sana 37’ (aut.) | Marcatori | 69’ Seveso |

| Arbitro: | Baglieri |

|                 |           |                              |
| Castellazzi 36’ | Marcatori | 47’ Onorini 73’ Giandebiaggi |

| Arbitro: | Mantovani (Genova) |

|             |           |  |
| Tortora 10’ | Marcatori |  |

| Arbitro: | Bernardini (Rovigo) |

|             |           |  |
| Onorini 25’ | Marcatori |  |

| Arbitro: | Colbertardo (Bassano del Grappa) |

|            |           |            |
| Marino 83’ | Marcatori | 11’ Vitale |

| Arbitro: | Bencivenga (Torino) |

|                   |           |  |
| Zerbio 83’ (rig.) | Marcatori |  |

| Arbitro: | Puglisi (Messina) |

|  |           |              |
|  | Marcatori | 43’ Calamita |

| Arbitro: | Rossignoli (Firenze) |

|                                                                     |           |            |
| Discanni 22’, 78’ Pescatori 27’ Conte 34’ Mandotti 58’ Pelucchi 90’ | Marcatori | 89’ Marino |

| Arbitro: | Florio (Vasto) |

|  |           |                          |
|  | Marcatori | 66’ Galli 83’ Bertolutti |

#### Girone di ritorno
| Arbitro: | Salerno (Acireale) |

|                                                 |           |             |
| Fiorini 13’, 35’ (rig.) Sorbi 38’ Pederzoli 58’ | Marcatori | 57’ Pessina |

| Arbitro: | Rocchi (Roma) |

|             |           |              |
| Bollini 13’ | Marcatori | 8’ Venturato |

| Arbitro: | Morello (Ragusa) |

|                                    |           |  |
| Turola 16’ Codice 58’ Procopio 83’ | Marcatori |  |

| Arbitro: | Borghesi (Rimini) |

|                   |           |                                               |
| Testa La Muta 35’ | Marcatori | 19’, 85’ Tirapelle 55’ Rovellini 59’ Landonio |

| Arbitro: | Brignoccoli (Ancona) |

|           |           |  |
| Zanin 69’ | Marcatori |  |

| Arbitro: | Rungger (Bolzano) |

|             |           |  |
| Gozzoli 72’ | Marcatori |  |

| Arbitro: | Rivola (Roma) |

|             |           |  |
| Crespan 48’ | Marcatori |  |

| Arbitro: | Taverniti (Roma) |

|  |           |                          |
|  | Marcatori | 8’, 11’ Aimo 49’ Buffone |

| Arbitro: | Salerno (Acireale) |

|                       |           |  |
| Crotti 24’ Seveso 33’ | Marcatori |  |

| Busto Arsizio 10 aprile 1988 27ª giornata | Pro Patria                  | 0 – 0 | Vogherese | Stadio Carlo Speroni\| Arbitro: \| Magliulo (Torre Annunziata) \| |
| Arbitro:                                  | Magliulo (Torre Annunziata) |       |           |                                                                   |

| Arbitro: | Rausa (Cosenza) |

|                   |           |                                   |
| Testa La Muta 71’ | Marcatori | 40’ Marescalco 87’ (aut.) Bollini |

| Arbitro: | Marchi (Padova) |

|                            |           |             |
| Furlanetto 45’ Majerna 77’ | Marcatori | 75’ Pessina |

| Arbitro: | Pala (Alghero) |

|                    |           |            |
| Briga 35’ Rivi 36’ | Marcatori | 5’ Pessina |

| Arbitro: | Introvigne (Conegliano) |

|                  |           |                                     |
| Giandebiaggi 35’ | Marcatori | 12’ Sergio 57’ Baldini 61’ Bocchinu |

| Arbitro: | Colbertaldo (Bassano del Grappa) |

|                  |           |  |
| Tatti 33’ (rig.) | Marcatori |  |

| Arbitro: | Rungger (Bolzano) |

|             |           |              |
| Pessina 43’ | Marcatori | 38’ Solimeno |

| Arbitro: | Stefanelli (Bologna) |

|            |           |  |
| Fiorio 69’ | Marcatori |  |

### Coppa Italia

#### Girone B
| Arbitro: | Forte (Aosta) |

|  |           |                     |
|  | Marcatori | 65’, 70’ Verdicchio |

| Arbitro: | Ravelli (Bergamo) |

|  |           |               |
|  | Marcatori | 86’ Tirapelle |

| Arbitro: | Bortoli (Schio) |

|                           |           |                  |
| Cerrone 17’ Pescatori 47’ | Marcatori | 68’ Giandebiaggi |

| Arbitro: | Costamagna (Torino) |

|                          |           |  |
| Parisi 29’ Porciatti 63’ | Marcatori |  |

| Arbitro: | Bizzarri (Ferrara) |

|                            |           |            |
| Marcellino 56’ Bertini 59’ | Marcatori | 5’ Pessina |

| Arbitro: | Baldas (Trieste) |

|                  |           |  |
| Giandebiaggi 76’ | Marcatori |  |